# Implerstraße (métro de Munich)
Implerstraße (en allemand : U-Bahnhof Implerstraße) est une station de la section commune aux lignes U3 et U6 du métro de Munich. Elle est située dans le secteur de Sendling, à Munich en Allemagne.

## Situation sur le réseau

Plan du métro (2020).

Établie en souterrain, Implerstraße est une station de passage de la section commune aux lignes U3 et U6 du métro de Munich. Elle est située entre la station Poccistraße, en direction des terminus : Moosach (U3) et Garching-Forschungszentrum (U6), et la station Brudermühlstraße, en direction du terminus : Fürstenried West (U3) et la station Harras, en direction du terminus :  Klinikum Großhadern (U6).
Cette station (U3-U6) dispose d'un quai central encadré par les deux voies de la section commune aux deux lignes.

## Histoire
La station ouvre le 22 novembre 1975.
Le quai 3 n'est pas utilisé jusqu'en 1989.

## Architecture
Malgré sa portée de 22,5 mètres, la station Implerstraße n'a pas de colonnes, ce qui est unique dans le réseau de métro de Munich. Les parois derrière de la voie sont constituées de panneaux en fibrociment. Des trous sont percés dans les panneaux du plafond pour les tubes fluorescents individuels qui éclairent la plate-forme, qui est aménagée avec un motif de galets rouges de l'Isar.

## Services aux voyageurs

### Accès et accueil
La ligne U6 circule sur le quai 1 en direction de Marienplatz. Sur le quai 2, la ligne U3 va en direction de Fürstenried West et la ligne U6 en direction de Klinikum Großhadern. Le quai 3 est utilisée par la ligne U3, venant de Fürstenried en direction de Marienplatz.
Il y a des portiques aux deux extrémités de la plate-forme.

### Desserte
Implerstraße est desservie alternativement par les rames de la ligne U3 et les rames de la ligne U6.

Installations et desserte
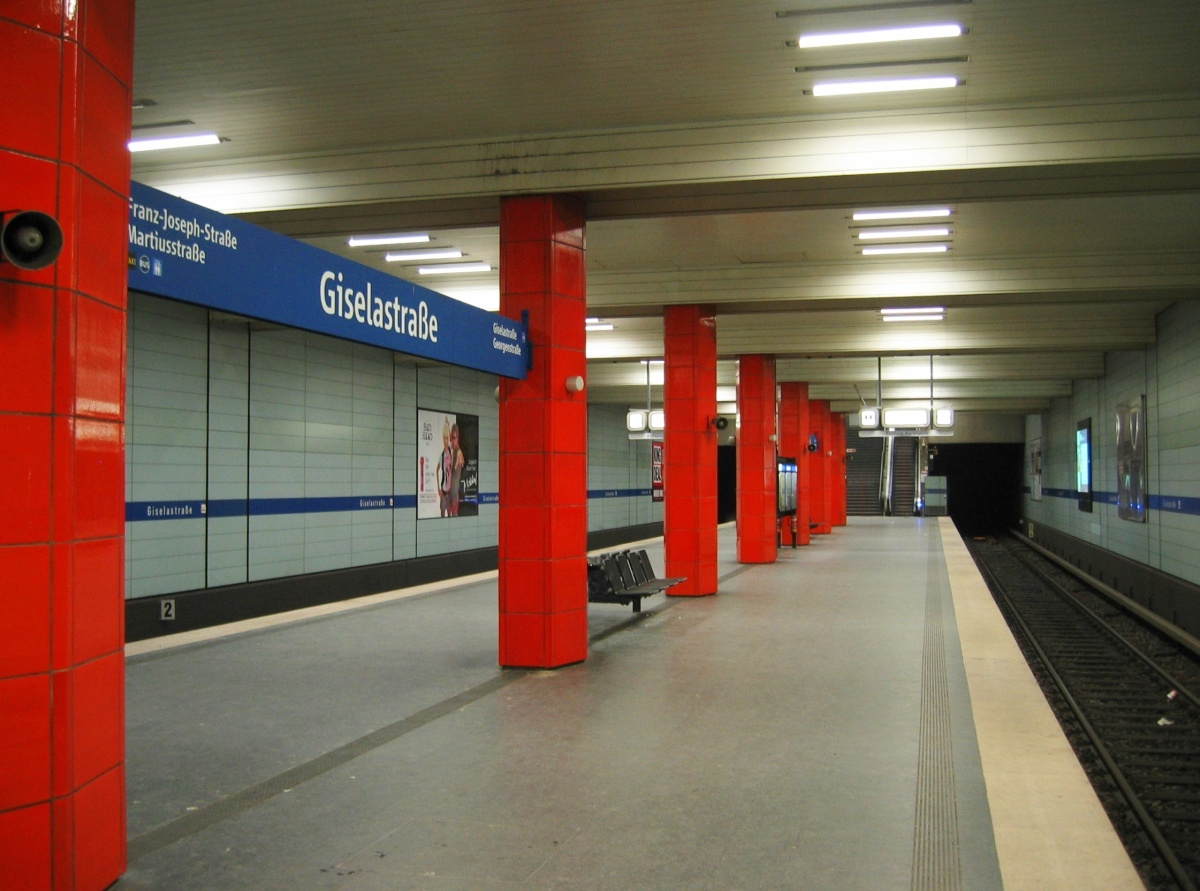
2006.
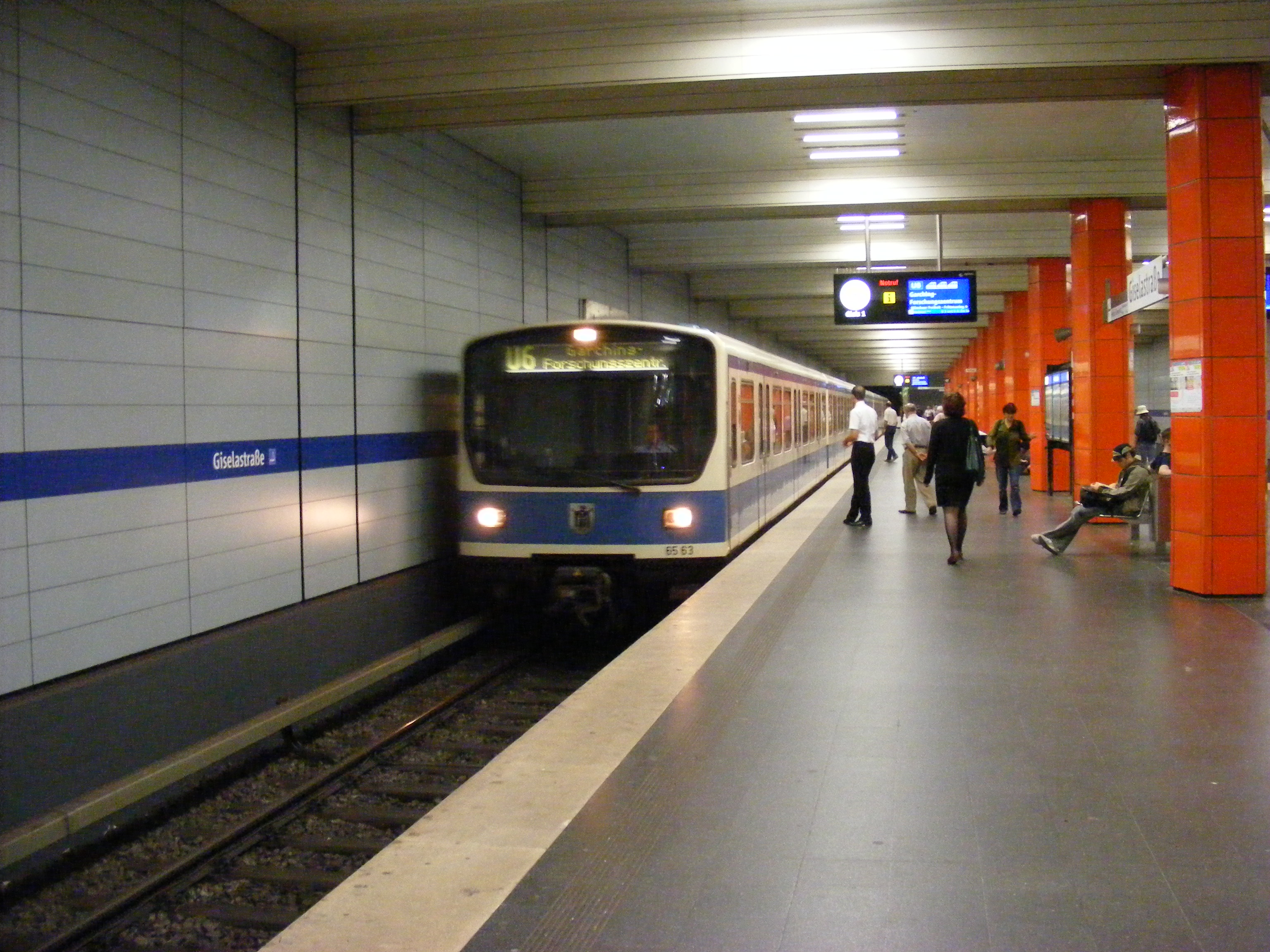
2009.

### Intermodalité
La station est en correspondance avec la ligne de bus 132.

## Projet
Si la liaison U9 devait être construite, la station de métro devrait être étendue à quatre voies ou, avec la station de métro Poccistraße, remplacée par un nouveau bâtiment.